# The Young Don't Cry

The Young Don't Cry est un film américain réalisé en 1957 par Alfred L. Werker.

## Synopsis
Un adolescent solitaire, pensionnaire d'un orphelinat, aide un prisonnier évadé condamné à tort à retrouver sa dignité.

## Fiche technique
- Réalisation : Alfred L. Werker
- Scénario : Richard Jessup
- Photographie : Ernest Haller
- Production : Columbia Pictures Corporation
- Musique : George Antheil
- Pays d'origine :  États-Unis
- Durée : 89 minutes
- Genre : drame, noir et blanc

## Distribution
- Sal Mineo : Leslie Henderson
- James Whitmore : Rudy Krist
- Gene Lyons : Max Cole
- Stefan Gierasch : Billy
- Victor Throley : Whittaker
- J. Carrol Naish : Plug
- Paul Carr : Tom Bradley
- Thomas A. Carlin : Johnny Clancy
- Leigh Whipper : Doosy
- Ruth Attaway : Philomena

## Autour du film
Le tournage s'est déroulé à la Maison de Bethesda pour garçons de Savannah, en Géorgie. Ce film a été spécialement adapté pour l'acteur principal, Sal Mineo, âgé de 17 ans à l'époque.  